# Psykopati
Dyssocial Personlighedsforstyrrelse (tidligere kendt som Psykopati) diagnostiseres ved PCL-R (en). Andre lignende men ikke synonyme termer er sociopati, karakterinsufficiens og karakterafvigelse.[kilde mangler] Ordet 'psykopat' bliver ikke længere anvendt, desuden opfattes det som nedsættende.

## Dyssocial personlighedsforstyrrelse
Den diagnose, der i dag kommer psykopati nærmest, er Dyssocial og Antisocial personlighedsforstyrrelse. I samme gruppe er Narcissistisk personlighedsforstyrrelse (Narcissisme) og Borderline personlighedsforstyrrelse. APD har været kritiseret af psykopat-forskeren Robert Hare, der mener, at APD og psykopati ikke er helt det samme[kilde mangler], idet alle psykopater dog opfylder kriterierne for APD, mens ikke alle der opfylder kriterierne for APD er psykopater. Psykopater er et snævert begreb.
Kriterierne for Dyssocial personlighedsforstyrrelse ifølge ICD-10 er mindst tre af disse:
- Udvise grov ligegyldighed overfor andres følelser
- Mangle ansvarsfølelse og respekt for sociale normer eller forpligtelser
- Mangle evner til at fastholde forbindelser med andre mennesker
- Have svært ved at tolerere frustrationer og have en lav aggressionstærskel
- Være ude af stand til at føle skyld eller til at lære af erfaringer eller straf
- Have tendens til at komme med bortforklaringer og til at være udadprojicerende, dvs. til at give andre skylden for sine egne negative sider

Psykopater mangler empati, og dermed medfølelse med sine medmennesker.

### Cases
Psykologen Axel Larsen beskriver tre cases. Fælles for de tre psykopater er, at de er arbejdsløse, har tendens til tyveri og anden kriminalitet, har tendens til alkoholmisbrug og udnytter og bedrager deres medmennesker. F.eks. føler de alle tre nærmest stolthed over, at de ved at være på bistandshjælp har "fundet ud af systemet". En af dem holder endda foredrag om "det at være kriminel".
Kriminalitet er ofte en del af et kaotisk livsmønster[kilde mangler], hvor der er mange drømme, men hvor der mangler egentlige overordnede livsplaner. Et andet symptom på dette er at der ofte er dårlige eller ingen uddannelsespapirer[kilde mangler].
Lægen Henrik D. Poulsen beskriver psykopater, der er farlige og voldelige. Nogle psykopater er farlige forbrydere, f.eks. Peter Lundin, eller Marc Dutroux, mens andre er højtagtede samfundsborgere, der f.eks. begår økonomisk kriminalitet[kilde mangler].
Undersøgelser af fængselspopulationer viser at op til 70% af de indsatte er antisociale[kilde mangler].
I befolkningen regner man med at 4-5% kan karakteriseres psykopat/antisocial, mens det blandt ledere er væsentligt højere, nemlig op til 10%[kilde mangler]. Psykopater/antisociale kan sagtens være samfundsmæssigt velfungerende, og ikke alle er kriminelle[kilde mangler].

### Årsager
Årsagerne til psykopati er dels arvelige, dels erhvervede. Mange psykopater har i barndommen været udsat for manglende eller ustabil omsorg, f.eks. pga. alkohol- eller stofmisbrug hos forældrene.
Man har ved undersøgelser af psykopaters hjerner, bl.a. vha. EEG, fundet forskellige afvigelser, herunder mønstre i hjerneaktivitet, der minder om dem, man ser hos børn[kilde mangler]. Man har også påvist manglende angst hos psykopater i smerteforsøg[kilde mangler].
En forklaring på psykopaters afvigende adfærd er kortikal umodenhed, hvilket vil sige, at deres hjerneudvikling (på specifikke områder) ikke har nået voksent stadie, hvilket manifesterer sig i kortsigtet og egoistisk adfærd, ligesom man ser hos børn[kilde mangler]. En anden er under-arousal hypotesen. Ifølge denne har psykopater et sænket niveau af arousal (opmærksomhed/vågenhed) i visse hjerneregioner. Dette bevirker, at de aktivt må opsøge stimulation for ikke at kede sig.

## Eksterne links
- Netpsykiater Arkiveret 2. april 2004 hos  Wayback Machine
- Psykopati i Leksikon for det 21. århundrede på leksikon.org
- Without Conscience – Professor Robert Hares side om psykopati
- Nettside med information om psykopati og narsissisme